# Charles Crupelandt
Charles Crupelandt, né le 23 octobre 1886 et mort le 18 février 1955 à Roubaix, est un cycliste français, surnommé « le Taureau du Nord » pour son gabarit et surtout ses sprints. Il est connu pour être le seul Roubaisien à avoir remporté Paris-Roubaix, et ce à deux reprises.

## Biographie
Natif de Roubaix,,,, le 23 octobre 1886, ajusteur-mécanicien, Charles Crupelandt dispute Paris-Roubaix pour la première fois en 1904 et termine la course en treizième position. Après avoir effectué son service militaire en 1908 et 1909, Crupelandt revient à la compétition en 1910. Cette année-là, il gagne une étape du Tour de France qui se déroule entre Paris et Roubaix.
Charles Crupelandt gagne deux étapes lors du Tour de France 1911, ce qui lui vaut d'être accueilli à Roubaix par une foule dense et d'être reçu à la mairie de la ville. L'année suivante, il remporte Paris-Roubaix en dominant au sprint Gustave Garrigou, et devient le premier et unique Roubaisien à remporter l'épreuve,. Deux ans plus tard, il gagne à nouveau la course nordiste et devient également champion de France sur route.
Mobilisé durant la Première Guerre mondiale, Crupelandt est blessé deux fois et est décoré de la croix de guerre en 1915,. Trois ans plus tard, Crupelandt est arrêté pour avoir volé des batteries de voiture à Chatou. Il est alors condamné à deux ans de prison. Voulant reprendre la compétition en 1921, il en est empêché par l'Union vélocipédique de France qui refuse de lui accorder une licence en raison de cette condamnation passée,. Il court alors dans une fédération dissidente, la Société des courses. En 1923, sans être officiellement inscrit, Crupelandt se mêle au peloton de Paris-Roubaix et termine la course parmi les meilleurs.
En 1925, il est condamné pour « blessures involontaires » et, en 1932, il est condamné à six mois de prison pour « fraude en douane par voiture ».
Crupelandt se reconvertit à Roubaix dans la vente de vélos puis y tient un bistrot. Souffrant de diabète, il meurt dans la commune le 18 février 1955 alors qu'il est amputé des deux jambes, quasiment aveugle et vivant dans une grande pauvreté,.
Le dernier secteur pavé de Paris-Roubaix, long de 280 mètres, ou 300 mètres, et situé près du vélodrome de Roubaix, porte le nom de Charles Crupelandt. Ce secteur a été inauguré en 1996.

## Dans les arts
En 1912, Charles Crupelandt a été le principal sujet d'un tableau cubiste de Jean Metzinger, Au vélodrome également connu sous le titre Le cycliste. La peinture représente les derniers mètres du Paris–Roubaix 1912 au travers de son vainqueur, illustré sur le vélodrome qui clôt l'épreuve. C'est la première toile d'art contemporain à représenter spécifiquement le sport et ses champions, dans laquelle sont intégrés les concepts de Metzinger sur la perspective multiple, la simultanéité et le temps, en accord avec ses préceptes selon lesquels l'art moderne devait intégrer une quatrième dimension pour rivaliser avec les grands tableaux d'antan. Le tableau a été acquis par Peggy Guggenheim en 1945 et est maintenant visible à la collection Peggy Guggenheim de Venise.

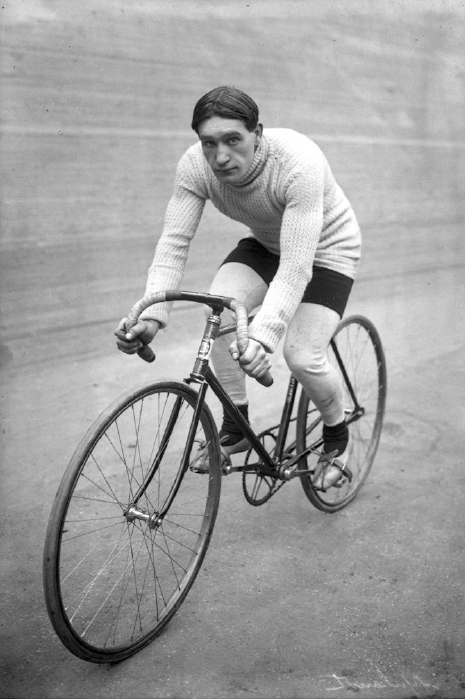
Charles Crupelandt 1913

## Distinctions
- Croix de guerre 1914-1918

## Palmarès
- 1907
  - 24 heures de Anvers
  - 8 heures de Andrimont
  - 2e de Paris-Bruxelles
- 1910
  - 1re étape du Tour de France
  - 2e de  Bruxelles-Roubaix
  - 5e de Paris-Roubaix
  - 6e du Tour de France
- 1911
  - 4e et 7e étapes du Tour de France
  - Paris-Menin
  - 3e de Paris-Bruxelles
  - 4e du Tour de France
- 1912
  - Paris-Roubaix
  - 1re étape du Tour de France
- 1913
  - Paris-Tours
  - 3e du championnat de France sur route
  - 3e du Paris-Roubaix
  - 3e de Paris-Bruxelles
- 1914
  -  Champion de France sur route
  - Paris-Roubaix
  - 24 heures de Anvers
  - 3e de Milan-San Remo
  - 7e de Bordeaux-Paris
- 1922
  - Paris-Dijon
- 1923
  - Paris-Dijon

## Résultats sur le Tour de France
7 participations
- 1906 : abandon (2e étape)
- 1907 : abandon (3e étape)
- 1910 : 6e du classement général et vainqueur de la 1re étape, leader pendant 1 jour
- 1911 : 4e du classement général et vainqueur des 4e et 7e étapes
- 1912 : abandon (10e étape) et vainqueur de la 1re étape, leader pendant 1 jour
- 1913 : abandon (3e étape)
- 1914 : abandon (4e étape)